# San Leonino
San Leonino (... – III secolo) è stato vescovo di Padova nel III secolo.

Viene citato nelle liste dei vescovi di Padova del III secolo, in particolare nella “Cronica in factis et circa facta Marchie Trivixane” di Rolandino di Padova e nel “Liber Niger” della Biblioteca Capitolare di Padova di due secoli posteriore e si afferma che fu canonizzato. Di lui le cronache riportano una nota concisa ma molto precisa: fu 

Il corpo di san Leonino giaceva nell'area dell'oratorio opilioniano annesso alla basilica di Santa Giustina. Per la loro tumulazione e venerazione, i resti furono traslati entro un'arca collocata sotto la mensa di un oratorio eretto in onore del santo in località Prato della Valle su proprietà del cenobio. La chiesa fu chiusa al culto nel 1808 in seguito alle legislazioni ecclesiastiche napoleoniche e  dopo il 1809 le reliquie furono traslate nel Duomo per esservi collocate dietro l'altare della cappella di san Lorenzo Giustiniani, dove una lapide riporta: 